# Шипіння (ядерна зброя)
Шипі́ння — фаза предетонації, яка виникає коли детонація пристрою для утворення ядерного вибуху (ядерної зброї) значною мірою не відповідає очікуваному виходу.

Якщо дві частини субкритичного матеріалу не переміщено один до одного достатньо швидко може виникнути ядерна предетонація (шипіння), внаслідок чого може відбутися малопотужний вибух при якому частини матеріалу розлетяться.

Причиною невдачі може бути не правильна розробка, погана конструкція чи брак досвіду. В усіх країнах, які мали програми із ядерних випробувань, траплялися випадки шипіння. При шипінні довкола може поширюватися радіоактивний матеріал, і може відбуватися часткова реакція поділу ядра розщеплюваного матеріалу, або і те й інше. На практиці шипіння може утворювати значний вибуховий вихід у порівнянні з вибухом звичайної зброї.

## Ядерні випробування, які вважають невдалими
«Buster-Jangle»Вважають найпершим відомим випадком невдалого спрацювання ядерного пристрою.
Ядерне випробування Північної Кореї 2006Росія заявила, що за їх вимірюваннями вибух становив 5–15 кіло тон виходу, тоді як Сполучені Штати, Франція і Північна Корея зафіксували за їх оцінками вибух в менше ніж 1 кіло тону виходу. Цей дебют Північної Кореї був приблизно в 20 разів слабшим за всі перші випробування ядерної зброї інших країн, які їх проводили, і є найменшим початковим випробуванням в історії.